# GP2 Asia Series 2008-2009
La stagione GP2 Asia Series 2008-2009 è stata la seconda stagione della GP2 Asia Series. È iniziata il 18 ottobre 2008 ed è finita il 26 aprile 2009. Il calendario ha previsto dodici gare suddivise in sei eventi.
Per la prima volta, la GP2 Asia Series, ha utilizzato il nuovo telaio Dallara GP2/08. Tutti i team partecipanti alla stagione 2008 di GP2 hanno preso parte al campionato, eccetto Racing Engineering, il cui posto è stato preso dalla Qi-Meritus Mahana.
Kamui Kobayashi ha vinto il campionato con la DAMS, che si è aggiudicata anche il campionato a squadre.

## Scuderie e piloti
| Team                                     | No | Pilota               | Gare   |
| ---------------------------------------- | -- | -------------------- | ------ |
| ART Grand Prix                           | 1  | Sakon Yamamoto       | Tutte  |
| ART Grand Prix                           | 2  | Nelson Philippe      | 1      |
| ART Grand Prix                           | 2  | Pastor Maldonado     | 2, 5-6 |
| ART Grand Prix                           | 2  | Nicolas Hülkenberg   | 3-4    |
| Arden Motorsport                         | 3  | Luiz Razia           | Tutte  |
| Arden Motorsport                         | 4  | Mika Mäki            | 1      |
| Arden Motorsport                         | 4  | Renger van der Zande | 2      |
| Arden Motorsport                         | 4  | Edoardo Mortara      | 3-6    |
| Barwa International Campos               | 5  | Vitalij Petrov       | Tutte  |
| Barwa International Campos               | 6  | Sergio Pérez         | Tutte  |
| DAMS                                     | 7  | Jérôme d'Ambrosio    | Tutte  |
| DAMS                                     | 8  | Kamui Kobayashi      | Tutte  |
| GFH Team iSport                          | 9  | Giedo van der Garde  | Tutte  |
| GFH Team iSport                          | 10 | Hamad Al Fardan      | Tutte  |
| Super Nova Racing                        | 11 | Javier Villa         | Tutte  |
| Super Nova Racing                        | 12 | James Jakes          | Tutte  |
| FMS International                        | 14 | Andreas Zuber        | 1-2    |
| FMS International                        | 14 | Rodolfo González     | 3-6    |
| FMS International                        | 15 | Kevin Nai Chia Chen  | Tutte  |
| Durango                                  | 16 | Davide Valsecchi     | Tutte  |
| Durango                                  | 17 | Carlos Iaconelli     | 1      |
| Durango                                  | 17 | Michael Dalle Stelle | 2-6    |
| My Qi-Meritus Mahara                     | 18 | Alex Yoong           | 1-2    |
| My Qi-Meritus Mahara                     | 18 | Marco Bonanomi       | 3-6    |
| My Qi-Meritus Mahara                     | 19 | Earl Bamber          | 1-3    |
| My Qi-Meritus Mahara                     | 19 | Álvaro Parente       | 4-6    |
| Piquet GP                                | 20 | Roldán Rodríguez     | Tutte  |
| Piquet GP                                | 21 | Diego Nunes          | Tutte  |
| David Price Racing                       | 22 | Michael Herck        | Tutte  |
| David Price Racing                       | 23 | Yuhi Sekiguchi       | 1      |
| David Price Racing                       | 23 | Giacomo Ricci        | 2-6    |
| BCN Competición* Ocean Racing Technology | 24 | Hiroki Yoshimoto     | 1      |
| BCN Competición* Ocean Racing Technology | 24 | Yelmer Buurman       | 2-5    |
| BCN Competición* Ocean Racing Technology | 24 | Karun Chandhok       | 6      |
| BCN Competición* Ocean Racing Technology | 25 | Luca Filippi         | 1      |
| BCN Competición* Ocean Racing Technology | 25 | Fabrizio Crestani    | 2-6    |
| Trident Racing                           | 26 | Giacomo Ricci        | 1      |
| Trident Racing                           | 26 | Alberto Valerio      | 2      |
| Trident Racing                           | 26 | Frankie Provenzano   | 3-4    |
| Trident Racing                           | 26 | Ricardo Teixeira     | 5-6    |
| Trident Racing                           | 27 | Chris van der Drift  | 1-2    |
| Trident Racing                           | 27 | Adrián Vallés        | 3      |
| Trident Racing                           | 27 | Davide Rigon         | 4-6    |

* - La scuderia conosciuta come BCN Competición nella prima gara svolta sul Circuito di Shanghai, dopo il passaggio di proprietà a Tiago Monteiro è ridenominata Ocean Racing Technology.

## Calendario
| Round         | Round         | Luogo               | Circuito                       | Data        | Vincitore                  | Team                       |
| ------------- | ------------- | ------------------- | ------------------------------ | ----------- | -------------------------- | -------------------------- |
| Test Sessione | Test Sessione | Cina                | Shanghai International Circuit | 8 ottobre   | Kamui Kobayashi            | DAMS                       |
| Test Sessione | Test Sessione | Cina                | Shanghai International Circuit | 9 ottobre   | Kamui Kobayashi            | DAMS                       |
| 1             | R1            | Cina                | Shanghai International Circuit | 18 ottobre  | Roldán Rodríguez           | Piquet GP                  |
| 1             | R2            | Cina                | Shanghai International Circuit | 19 ottobre  | Davide Valsecchi           | Durango                    |
| 2             | R1            | Emirati Arabi Uniti | Dubai Autodrome                | 5 dicembre  | Kamui Kobayashi            | DAMS                       |
| 2             | R2            | Emirati Arabi Uniti | Dubai Autodrome                | 6 dicembre  | gara annullata per pioggia | gara annullata per pioggia |
| 3             | R1            | Bahrein             | Bahrain International Circuit  | 23 gennaio  | Kamui Kobayashi            | DAMS                       |
| 3             | R2            | Bahrein             | Bahrain International Circuit  | 24 gennaio  | Sergio Pérez               | Barwa International Campos |
| 4             | R1            | Qatar               | Losail International Circuit   | 13 febbraio | Nicolas Hülkenberg         | ART Grand Prix             |
| 4             | R2            | Qatar               | Losail International Circuit   | 14 febbraio | Sergio Pérez               | Barwa International Campos |
| 5             | R1            | Malaysia            | Sepang International Circuit   | 4 aprile    | Diego Nunes                | Piquet GP                  |
| 5             | R2            | Malaysia            | Sepang International Circuit   | 5 aprile    | Vitalij Petrov             | Barwa International Campos |
| 6             | R1            | Bahrein             | Bahrain International Circuit  | 25 aprile   | Diego Nunes                | Piquet GP                  |
| 6             | R2            | Bahrein             | Bahrain International Circuit  | 26 aprile   | Luiz Razia                 | Arden Motorsport           |

## Risultati stagione

### Classifica Piloti
| Pos | Pilota               | CHN FEA | CHN SPR | UAE FEA | UAE SPR | BHR FEA | BHR SPR | QAT FEA | QAT SPR | MAL FEA | MAL SPR | BHR FEA | BHR SPR | Punti |
| --- | -------------------- | ------- | ------- | ------- | ------- | ------- | ------- | ------- | ------- | ------- | ------- | ------- | ------- | ----- |
| 1   | Kamui Kobayashi      | 2*      | Rit     | 1*      | C       | 1*      | 6       | 4       | 18      | 2       | 7       | 4       | 5       | 56    |
| 2   | Jérôme d'Ambrosio    | 9       | 5       | 7       | C       | 2       | 3*      | 5       | 7       | Ret     | SQ      | 3*      | 2*      | 36    |
| 3   | Roldán Rodríguez     | 1       | 6       | 3       | C       | 6       | 23      | Rit     | 17      | 4       | 12      | 2       | Rit     | 35    |
| 4   | Davide Valsecchi     | 8       | 1       | 2       | C       | 5       | 2       | 6       | 5       | 8       | 3       | 16      | Rit     | 34    |
| 5   | Vitalij Petrov       | 5       | Rit     | 5       | C       | 10      | 12      | 3       | 2       | 6       | 1       | 19      | 11      | 28    |
| 6   | Nicolas Hülkenberg   |         |         |         |         | 4       | 4       | 1*      | 3       |         |         |         |         | 27    |
| 7   | Sergio Pérez         | Rit     | 7       | 6       | C       | 8       | 1       | 2       | 1*      | Rit     | 6       | 12      | 9       | 26    |
| 8   | Diego Nunes          | 12      | Rit     | Rit     | C       | 13      | 22      | 11      | 12      | 1       | 4       | 1       | 6       | 24    |
| 9   | Sakon Yamamoto       | 3       | 14      | 8       | C       | 17      | 11      | Rit     | 14      | 12      | Rit     | 6       | 4       | 13    |
| 10  | Javier Villa         | 4       | 3*      | 9       | C       | 9       | 5       | 13      | 10      | 19      | 18      | 15      | 12      | 12    |
| 11  | Edoardo Mortara      |         |         |         |         | 3       | 8       | 7       | 4       | Rit     | 17      | Rit     | 16      | 11    |
| 12  | Giedo van der Garde  | 10      | DNS     | 4       | C       | 7       | 14      | 12      | 8       | 14      | 10      | 5       | 7       | 11    |
| 13  | Luiz Razia           | Rit     | 17      | 10      | C       | 14      | 9       | 8       | 6       | Rit     | Rit     | 8       | 1       | 9     |
| 14  | Earl Bamber          | 6       | 2       | Rit     | C       | 11      | 7       |         |         |         |         |         |         | 8     |
| 15  | Pastor Maldonado     |         |         | Rit     | C       |         |         |         |         | 7       | 2       | Rit     | Rit     | 7     |
| 16  | James Jakes          | Rit     | 11      | 12      | C       | 22      | Rit     | 9       | 9       | 3*      | Rit     | 10      | 14      | 7     |
| 17  | Davide Rigon         |         |         |         |         |         |         | 14      | 15      | Rit     | 13      | 7       | 3       | 6     |
| 18  | Chris van der Drift  | 7       | 4       | Rit     | C       |         |         |         |         |         |         |         |         | 5     |
| 19  | Yelmer Buurman       |         |         | Rit     | C       | Rit     | 13      | Rit     | DNS     | 5       | 11      |         |         | 4     |
| 20  | Hamad Al Fardan      | 15      | Rit     | Rit     | C       | 12      | Rit     | Rit     | Rit     | 9       | 5       | Rit     | 17      | 2     |
| 21  | Álvaro Parente       |         |         |         |         |         |         | 17      | 16      | 11      | 9*      | Rit     | 13      | 1     |
| 22  | Marco Bonanomi       |         |         |         |         | 20      | 10      | 16      | 11      | Rit     | 14      | 14      | 8       | 0     |
| 23  | Rodolfo González     |         |         |         |         | 16      | Rit     | Rit     | 19      | 10      | 8       | Rit     | Rit     | 0     |
| 24  | Hiroki Yoshimoto     | Rit     | 8       |         |         |         |         |         |         |         |         |         |         | 0     |
| 25  | Alex Yoong           | 14      | 9       | Rit     | C       |         |         |         |         |         |         |         |         | 0     |
| 26  | Karun Chandhok       |         |         |         |         |         |         |         |         |         |         | 9       | Rit     | 0     |
| 27  | Giacomo Ricci        | 13      | Rit     | 13      | C       | Rit     | 16      | Rit     | 13      | 16      | 15      | 11      | 10      | 0     |
| 28  | Fabrizio Crestani    |         |         | 14      | C       | Rit     | 17      | 10      | 21      | 15      | 16      | 18      | 15      | 0     |
| 29  | Mika Mäki            | Rit     | 10      |         |         |         |         |         |         |         |         |         |         | 0     |
| 30  | Carlos Iaconelli     | 11      | Rit     |         |         |         |         |         |         |         |         |         |         | 0     |
| 31  | Renger van der Zande |         |         | 11      | C       |         |         |         |         |         |         |         |         | 0     |
| 32  | Yuhi Sekiguchi       | Rit     | 12      |         |         |         |         |         |         |         |         |         |         | 0     |
| 33  | Michael Herck        | 16      | 16      | 15      | C       | 18      | 18      | 15      | Rit     | 13      | Rit     | 13      | Rit     | 0     |
| 34  | Nelson Philippe      | 17      | 13      |         |         |         |         |         |         |         |         |         |         | 0     |
| 35  | Frankie Provenzano   |         |         |         |         | 15      | 15      | 19      | 20      |         |         |         |         | 0     |
| 36  | Kevin Nai Chia Chen  | Rit     | 15      | 18      | C       | 21      | 21      | 18      | 23      | 20      | Rit     | Rit     | 18      | 0     |
| 37  | Alberto Valerio      |         |         | 16      | C       |         |         |         |         |         |         |         |         | 0     |
| 38  | Ricardo Teixeira     |         |         |         |         |         |         |         |         | 17      | 19      | 17      | Rit     | 0     |
| 39  | Michael Dalle Stelle |         |         | 17      | C       | 19      | 20      | 20      | 22      | 18      | 20      | Rit     | 19      | 0     |
| 40  | Adrián Vallés        |         |         |         |         | Rit     | 19      |         |         |         |         |         |         | 0     |
|     | Andreas Zuber        | Rit     | Rit     | Rit     | C       |         |         |         |         |         |         |         |         | 0     |
|     | Luca Filippi         | Rit     | Rit     |         |         |         |         |         |         |         |         |         |         | 0     |
| Pos | Pilota               | CHN FEA | CHN SPR | UAE FEA | UAE SPR | BHR FEA | BHR SPR | QAT FEA | QAT SPR | MAL FEA | MAL SPR | BHR FEA | BHR SPR | Punti |

| Colore  | Risultato             |
| ------- | --------------------- |
| Oro     | Vincitore             |
| Argento | 2º posto              |
| Bronzo  | 3º posto              |
| Verde   | Finito a punti        |
| Blu     | Finito senza punti    |
| Viola   | Ritirato (Rit)        |
| Viola   | Non classificato (NC) |
| Rosso   | Non qualificato (NQ)  |
| Nero    | Squalificato (SQ)     |
| Bianco  | Non partito (NP)      |
| Bianco  | Non ha gareggiato     |
| Bianco  | Infortunato (INF)     |
| Bianco  | Escluso (ES)          |
| Bianco  | Gara cancellata (C)   |

### Classifica Costruttori
| Pos | Squadra                                 | Macchina N. | CHN FEA | CHN SPR | UAE FEA | UAE SPR | BHR FEA | BHR SPR | QAT FEA | QAT SPR | MAL FEA | MAL SPR | BHR FEA | BHR SPR | Punti |
| --- | --------------------------------------- | ----------- | ------- | ------- | ------- | ------- | ------- | ------- | ------- | ------- | ------- | ------- | ------- | ------- | ----- |
| 1   | DAMS                                    | 7           | 9       | 5       | 7       | C       | 2       | 3*      | 5       | 7       | Rit     | SQ      | 3*      | 2*      | 92    |
| 1   | DAMS                                    | 8           | 2*      | Rit     | 1*      | C       | 1*      | 6       | 4       | 18      | 2       | 7       | 4       | 5       | 92    |
| 2   | Piquet GP                               | 20          | 1       | 6       | 3       | C       | 6       | 23      | Rit     | 17      | 4       | 12      | 2       | Rit     | 59    |
| 2   | Piquet GP                               | 21          | 12      | Rit     | Rit     | C       | 13      | 22      | 11      | 12      | 1       | 4       | 1       | 6       | 59    |
| 3   | Barwa International Campos              | 5           | 5       | Rit     | 5       | C       | 10      | 12      | 3       | 2       | 6       | 1       | 19      | 11      | 54    |
| 3   | Barwa International Campos              | 6           | Rit     | 7       | 6       | C       | 8       | 1       | 2       | 1*      | Rit     | 6       | 12      | 9       | 54    |
| 4   | ART Grand Prix                          | 1           | 3       | 14      | 8       | C       | 17      | 11      | Rit     | 14      | 12      | Rit     | 6       | 4       | 47    |
| 4   | ART Grand Prix                          | 2           | 17      | 13      | Rit     | C       | 4       | 4       | 1*      | 3       | 7       | 2       | Rit     | Rit     | 47    |
| 5   | Durango                                 | 16          | 8       | 1       | 2       | C       | 5       | 2       | 6       | 5       | 8       | 3       | 16      | Rit     | 34    |
| 5   | Durango                                 | 17          | 11      | Rit     | 17      | C       | 19      | 20      | 20      | 22      | 18      | 20      | Rit     | 19      | 34    |
| 6   | Arden Motorsport                        | 3           | Rit     | 17      | 10      | C       | 14      | 9       | 8       | 6       | Rit     | Rit     | 8       | 1       | 20    |
| 6   | Arden Motorsport                        | 4           | Rit     | 10      | 11      | C       | 3       | 8       | 7       | 4       | Rit     | 17      | Rit     | 16      | 20    |
| 7   | Super Nova Racing                       | 11          | 4       | 3*      | 9       | C       | 9       | 5       | 13      | 10      | 19      | 18      | 15      | 12      | 19    |
| 7   | Super Nova Racing                       | 12          | Rit     | 11      | 12      | C       | 22      | Rit     | 9       | 9       | 3*      | Rit     | 10      | 14      | 19    |
| 8   | GFH Team iSport                         | 9           | 10      | DNS     | 4       | C       | 7       | 14      | 12      | 8       | 14      | 10      | 5       | 7       | 13    |
| 8   | GFH Team iSport                         | 10          | 15      | Rit     | Rit     | C       | 12      | Rit     | Rit     | Rit     | 9       | 5       | Rit     | 17      | 13    |
| 9   | Trident Racing                          | 26          | 13      | Rit     | 16      | C       | 15      | 15      | 19      | 20      | 17      | 13      | 17      | 3       | 11    |
| 9   | Trident Racing                          | 27          | 7       | 4       | Rit     | C       | Rit     | 19      | 14      | 15      | Rit     | 19      | 7       | Rit     | 11    |
| 10  | My Qi-Meritus Mahara                    | 18          | 14      | 9       | Rit     | C       | 20      | 10      | 16      | 11      | Rit     | 14      | 14      | 8       | 9     |
| 10  | My Qi-Meritus Mahara                    | 19          | 6       | 2       | Rit     | C       | 11      | 7       | 17      | 16      | 11      | 9*      | Rit     | 13      | 9     |
| 11  | BCN Competición Ocean Racing Technology | 24          | Rit     | 8       | Rit     | C       | Rit     | 13      | Rit     | DNS     | 5       | 11      | 9       | Rit     | 4     |
| 11  | BCN Competición Ocean Racing Technology | 25          | Rit     | Rit     | 14      | C       | Rit     | 17      | 10      | 21      | 15      | 16      | 18      | 15      | 4     |
| 12  | FMS International                       | 14          | Rit     | Rit     | Rit     | C       | 16      | Rit     | Rit     | 19      | 10      | 8       | Rit     | Rit     | 0     |
| 12  | FMS International                       | 15          | Rit     | 15      | 18      | C       | 21      | 21      | 18      | 23      | 20      | Rit     | Rit     | 18      | 0     |
| 13  | David Price Racing                      | 22          | 16      | 16      | 15      | C       | 18      | 18      | 15      | Rit     | 13      | Rit     | 13      | Rit     | 0     |
| 13  | David Price Racing                      | 23          | Rit     | 12      | 13      | C       | Rit     | 16      | Rit     | 13      | 16      | 15      | 11      | 10      | 0     |
| Pos | Squadra                                 | Macchina N. | CHN FEA | CHN SPR | UAE FEA | UAE SPR | BHR FEA | BHR SPR | QAT FEA | QAT SPR | MAL FEA | MAL SPR | BHR FEA | BHR SPR | Punti |

| Colore  | Risultato             |
| ------- | --------------------- |
| Oro     | Vincitore             |
| Argento | 2º posto              |
| Bronzo  | 3º posto              |
| Verde   | Finito a punti        |
| Blu     | Finito senza punti    |
| Viola   | Ritirato (Rit)        |
| Viola   | Non classificato (NC) |
| Rosso   | Non qualificato (NQ)  |
| Nero    | Squalificato (SQ)     |
| Bianco  | Non partito (NP)      |
| Bianco  | Non ha gareggiato     |
| Bianco  | Infortunato (INF)     |
| Bianco  | Escluso (ES)          |
| Bianco  | Gara cancellata (C)   |

- I piloti in pole position ricevono due punti e sono segnati in grassetto.
- I piloti con l'asterisco hanno guadagnato ricevuto punti per aver realizzato il giro più veloce (solo in caso di arrivo tra i primi dieci), altrimenti il punto supplementare va al più veloce tra i primi dieci.
- I piloti che si sono ritirati sono scritti in corsivo.